# ライフポート西洋
株式会社ライフポート西洋は千代田区に本社を置く日本の不動産管理会社。
マンション管理受託戸数50,920戸、受託管理組合数1242組合（2021年4月現在）。

## 沿革
- 1984年 - セゾングループの株式会社コミュニテイサービスにマンション管理部門設立
- 1997年 - 株式会社コミュニティサービスの管理部門を独立させ、株式会社西洋コミュニティを設立
- 2004年
  - 主要株主が株式会社ＺＥＮホールディングスに変更
  - グループ会社の株式会社東京管理センター、タウンサービス株式会社と合併、株式会社ライフポート西洋設立
- 2006年
  - 総合管理株式会社・株式会社東京トラストの全株式を譲受[2]
  - 株式会社総合管理を吸収合併
- 2008年 - シーズコミュニティ株式会社の全株式を譲受[3]
- 2009年 - シーズコミュニティ株式会社・株式会社東京トラストを吸収合併[4]
- 2011年 - 株式会社ライフポート西洋WESTを設立し、ジャパンサービス株式会社から分譲マンション管理事業を継承[5]
- 2012年 - 株式会社ライフポート西洋WESTを吸収合併[6]
- 2013年 - 関西明装株式会社より分譲マンション管理事業他を継承
- 2016年 - 株式会社エーカンを吸収合併
- 2017年 - 日本建物管理株式会社の株式譲受
- 2018年 - 「くるみん」マークを取得
- 2019年 - 株式会社トウシュウプロパティズの株式譲受
- 2020年
  - 「事業継続力強化計画」の認定取得
  - 女性活躍推進法「えるぼし」の認定取得

## 関連会社
- 株式会社ユニホー
- 株式会社麦島建設
- 池田建設株式会社
- 株式会社辰